# Ioannis o Viaios
Ioannis o Viaios (grec: Ιωάννης ο Βίαιος, Ioannis el violent) és una pel·lícula grega en blanc i negre del 1973 protagonitzada per Manolis Logiadis en el seu paper de Ioannis Zachos, un jove psicòpata] que assassina dones a Atenes. La pel·lícula guardonada va ser dirigida per Tonia Marketaki. La pel·lícula va impressionar el públic al Festival Internacional de Cinema de Tessalònica quan es va estrenar l'any 1973, on va rebre tres dels premis principals. La pel·lícula es basa en un assassinat real que va tenir lloc a Atenes als anys 1960 i va crear una sensació mediàtica en aquell moment.

## Argument
Ioannis Zachos és un psicòpata que fantaseja amb matar dones boniques com a mitjà per validar la seva virilitat i sentir una sensació d'empoderament. De nit recorre els carrers buits d'Atenes a la recerca de víctimes. En una d'aquelles sortides entra a un petit carrer lateral i cap a la mitjanit veu una jove, Eleni Chalkia, a qui ataca matant-la a punyalades. Després de l'assassinat, desapareix a la foscor.
Una investigació d'assassinat finalment porta a la seva detenció. Durant l'interrogatori confessa fàcilment el seu crim a la policia amb gran alleujament, ja que la seva investigació havia estat criticada per les seves faltes percebudes. En el judici posterior, el psicòpata admet lliurement la seva culpa, però durant el seu testimoni cau en contradiccions. Es fa evident que l'assassí basa el seu testimoni en informes que llegeix dels diaris que cobreixen el seu procés criminal.
Zachos pot ser un psicòpata desviat, però posseeix eloqüència, gràcia, carisma i una intel·ligència superior a la mitjana que el fan atractiu per al públic del judici, els jutges, la premsa i els psiquiatres. Aviat es converteix en una "icona social" a través dels informes quotidians de la premsa.
Ell s'articula en la descripció de les seves tendències violentes en el context d'una societat indiferent i freda i explica que utilitza la violència com a mitjà per aconseguir la catarsi. Admet lliurement que l'assassinat va ser insensat i no va servir per a res, però explica que se sent pressionat i atrapat dins de la societat i que va cometre un sentit de l'assassinat per obtenir una sensació d'alleujament.
És un hedonista i sent plaer per ser culpable i després plaer per admetre la seva culpa, un acte que considera la seva manera de presentar la seva pròpia "veritat" i de ser honest. Finalment, tan bon punt la societat accepta la seva culpa, sent el plaer de l'expiació.
El seu atractiu i les descripcions articulades i sinceres dels seus motius i accions dins dels límits i el context de la societat, ressonen amb la joventut de l'època. Es presenta com una "ànima atrapada" que busca alleujament de les càrregues de la societat. Els joves creuen que les seves descripcions expressen les seves pròpies necessitats i frustracions més profundes i queden captivats amb ell.
Els familiars de la víctima no semblen ansiosos per defensar la seva memòria mentre intenten jugar el seu paper en el judici i disputen l'atenció dels mitjans de comunicació. L'assassí és declarat no culpable per motiu de la bogeria. És condemnat a presó perpètua en un hospital psiquiàtric. La pel·lícula al final deixa una pregunta oberta sobre qui és el veritable culpable, l'individu o la societat. La trama es basa en el cas d'assassinat de Maria Bavea (Μαρία Βαβέα) el 1963 .

## Recepció
Angelos Rouvas al seu llibre Greek Cinema esmenta que la pel·lícula de Tonia Marketaki explora les raons subjacents que fan que les persones alienades i soles que viuen a les grans ciutats esdevinguin persones amb trastorns psicològics que després poden cometre crims violents.
El crític de cinema Achilleas Kyriakides compara les tècniques de MarketAki a la pel·lícula, amb Richard Brooks de la direcció de A sang freda. Kyriakides descriu com l'objectiu de Marketaki es meravella al començament de la pel·lícula com un "fantasma als carrers d'una ciutat lletja, preguntant-se entre els apartaments d'una societat sense timó" i ho contrasta amb l'acció claustrofòbica i frenètica de la segona part, on la lent es mou en salts enrere durant la reconstrucció de l'escena del crim d'un lloc a un altre; traslladant-se de la cel·la de la presó, al jutjat, a l'escena de l'assassinat i als pavellons psiquiàtrics.
Comenta que a la pel·lícula de Marketaki les veritats són per tot arreu, però que la Veritat està absent i la compara amb el Rashomon d'Akira Kurosawa revelat en la seva totalitat. La pel·lícula acaba bruscament, com si posés fi a la seva pròpia vida, en un acte final i violent.
I Avgi cita la crítica cinematogràfica Aglaia Mitropoulou que comenta que Marketaki no utilitza el crim com a motiu per crear un drama criminal, sinó que analitza i explora tot l'entorn social i les raons del crim utilitzant el mateix tipus de metodologia que Norman Mailer i Jean-Pierre Jeunet segueixen a les seves pel·lícules. I Avgi també comanta que la pel·lícula explora els aspectes teatrals darrere de la justícia i els seus processos jurídics i la psicologia de l'absurd aplicat a la societat grega dels anys 60.

## Repartiment
- Manolis Logiadis com a Ioannis Zachos
- Mika Flora com a Eleni Chalkia[11]
- Vangelis Kazan com a Capità Giannopoulos
- Malaina Anousaki com a Sra. Chalikia
- Costas Arzoglou com a Christos Christoforidis
- Dimitris Bikiropoulos
- Takis Doukatos
- Nikos Glavas
- Minas Hatzisavvas com a Dr. Pannopoulos
- Costas Messaris
- Mary Metaxa com a àvia
- Yorgos Partsalakis
- Lida Protopsalti
- Nikitas Tsakiroglou
- Kostas Tsakonas
- Thanassis Valtinos
- Zozo Zarpa com a Kontantina Stavrianou
- Kostas Ziogas

## Premis
La pel·lícula va ser guardonada amb els premis a la direcció, guió, actor principal i menció honorífica al 14è Festival Internacional de Cinema de Tessalònica l'any 1973.